# Sully Prudhomme
René François Armand Sully Prudhomme  (París, 16 de marzo de 1839 - Châtenay-Malabry, 6 de septiembre de 1907) fue un poeta y ensayista francés, ganador del primer Premio Nobel de Literatura en 1901.

## Biografía
Prudhomme comenzó a estudiar ingeniería, pero decidió cambiarla por la filosofía para consagrarse posteriormente a la poesía. En los comienzos de su carrera, se unió al parnasianismo, escuela literaria encabezada por el también poeta Leconte de Lisle, y contribuyó a las tres antologías de Le Parnasse contemporain: con 4 poemas en la primera (1866), 5 poemas en la segunda (1869-71) y uno solo en la última (1876). No obstante, su intención era crear una lírica científica e impersonal para los tiempos modernos: cantar las emociones y los sentimientos, pero sin personalizarlos jamás. Desbordaba arte y pesimismo, componiendo estructuras de grandes pretensiones, aunque un poco frías, como en las Stances et Poèmes, las Épreuves, las Solitudes ("Soledades", 1869), La vie intérieure, Les Vaines tendresses o Le Bonheur (1888). A partir de este último libro, fue postergando la poesía para centrarse en la estética y la filosofía. Obtuvo el primer premio Nobel de literatura, concedido en 1901.
En 1902, fundó la Sociedad de Poetas Franceses, junto a José María de Heredia (de origen cubano, con quien tuvo una gran amistad) y Léon Dierx. 
Fue uno de los primeros valedores del capitán Alfred Dreyfus, participando en su defensa pública durante el polémico caso -véase: Caso Dreyfus) que agitó a la sociedad francesa entre 1894 y 1906.
También se distinguió como uno de los pocos artistas que se manifestó abiertamente a favor del proyecto de la Torre Eiffel en 1889 (modificando su opinión inicial contraria a la obra).
Sully Prudhomme ocupó el sillón 24 de la Academia Francesa, en el que también se han sentado personalidades destacadas como el escritor y ensayista Jean de la Fontaine y el matemático y físico Henri Poincaré.

## Bibliografía

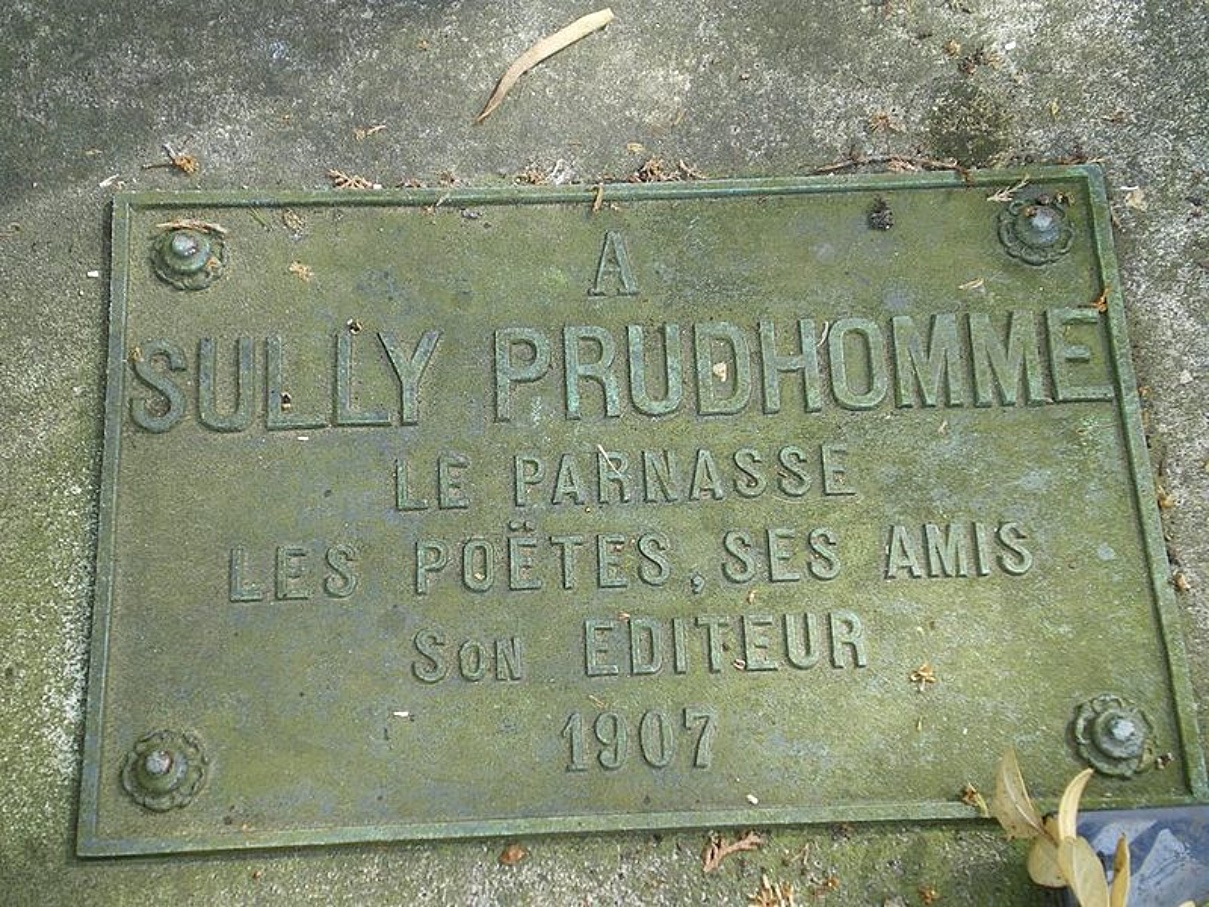
Tumba de Sully Prudhomme en el Cementerio de Père-Lachaise (París).

### Poesía
- Stances et Poèmes, 1865.
- Les Épreuves, 1866.
- Les Solitudes, 1869.
- Les Destins, 1872.
- La France, 1874.
- Les Vaines tendresses, 1875.
- La Justice, 1878.
- Le Bonheur, 1888
- Épaves, 1908

### Prosa
- Oeuvres de Sully Prudhomme (poesía y prosa), 8 volúmenes, A. Lemerre, 1883-1908.
- Que sais-je? (filosofía), 1896.
- Testament poétique (ensayos), 1901.
- La vraie religion selon Pascal (ensayos), 1905.
- Journal intime: lettres-pensées (diario), A. Lemerre, 1922.

### Ensayo
- «La tour Eiffel, discours de M. Sully Prudhomme» discurso sobre la torre Eiffel publicado en la Revue scientifique (France), 20 de abril de 1889. (Discurso de Prudhomme en wikimedia)